# Коллинз, Дуг
Дуглас Аллен Коллинз (англ. Douglas Allen Collins; род. 16 августа 1966 года) — американский юрист и политик.  Министр по делам ветеранов США с 5 февраля 2025 года.
представитель США в 9-м избирательном округе Джорджии с 2013 по 2021 год. 
Член Республиканской партии и политический сторонник Дональда Трампа, ранее он работал в Палате представителей Джорджии с 2007 года, представляя 27-й округ, который включает части округа Холл, округа Лампкин и округа Уайт. Коллинз также служит капелланом в резерве ВВС США в звании полковника.
29 января 2020 года Коллинз баллотировался на место в Сенате США III класса от Джорджии и занял третье место. Коллинз отказался от переизбрания в Палату представителей, чтобы баллотироваться в Сенат, и его сменил Эндрю Клайд. В апреле 2021 года Коллинз заявил, что не будет баллотироваться на выборах губернатора Джорджии 2022 года или на одновременных выборах в Сенат. После ухода из политики он работал юридическим советником Трампа.

## Биография

### Ранняя жизнь и образование
Родился в Гейнсвилле, штат Джорджия, Коллинз окончил среднюю школу North Hall. Он учился в North Georgia College & State University, где получил степень бакалавра искусств в области политологии и уголовного права в 1988 году. Он учился в New Orleans Baptist Theological Seminary, получив степень магистра богословия (M.Div.) в 1996 году. Коллинз также получил степень доктора права в юридической школе Джона Маршалла в Атланте в 2007 году.

### Карьера
Коллинз работал стажером у представителя Джорджии в США Эда Дженкинса, прежде чем работать продавцом, продавая средства безопасности для опасных материалов государственным и местным органам власти Джорджии. С 1994 по 2005 год Коллинз был старшим пастором в баптистской церкви Чикопи, одновременно являясь совладельцем розничного магазина скрапбукинга вместе со своей женой Лизой. Коллинз работал юристом и с 2010 года является управляющим партнером юридической фирмы Collins and Csider.

### Военная служба
В конце 1980-х годов Коллинз два года служил в ВМС США в качестве капеллана ВМС. После террористических актов 11 сентября Коллинз присоединился к Резервному командованию ВВС США, где в настоящее время служит капелланом (полковником). Будучи членом 94-го авиакрыла на авиабазе резерва Доббинс в Мариетте, штат Джорджия, Коллинз был направлен на авиабазу Балад на пять месяцев в 2008 году во время войны в Ираке.

### Политическая карьера
Коллинз три срока прослужил в Палате представителей Джорджии, представляя 27-й округ Джорджии с 2007 по 2013 год. После того, как действующий представитель штата от республиканской партии Стейси Риз решила, что будет баллотироваться в Сенат штата Джорджия, Коллинз объявил, что будет баллотироваться на освободившееся место. Он победил как на первичных, так и на всеобщих выборах, а далее и на переизбрании в 2008 и 2010 годах.
В 2012 году Коллинз баллотировался в Конгресс в перекроенном 9-м избирательном округе, соревнуясь на республиканских праймериз с Мартой Цоллер и Роджером Фицпатриком. Коллинз занял первое место на праймериз с 42 процентами от общего числа голосов, но всего на 700 голосов опередил Цоллера. Поскольку ни у одного из них не было большинства, 21 августа 2012 года был проведен второй тур, и Коллинз победил Цоллера со счётом 55 процентов против 45 процентов. На всеобщих выборах Коллинз победил демократа Джоди Кули со счётом 76 процентов против 24 процентов.
После того, как Коллинз баллотировался без сопротивления на выборах 2016 года, он столкнулся с соперником-демократом Джошем Макколлом на выборах 2018 года. Коллинз с подавляющим преимуществом победил Макколла, набрав 79,6 % голосов по сравнению с 20,4 % у Макколла.
В 2020 году Коллинз баллотировался на выборах в Сенат США, но занял третье место на предварительных выборах.
В ноябре 2024 года избранный президент Дональд Трамп объявил, что намерен выдвинуть Коллинза на пост следующего министра по делам ветеранов США.